# Аксам ибн Сайфи
А́ксам ибн Сайфи́ ат-Тами́ми (араб. أكثم بن صيفي التميمي‎; ум. ок. 630 года) — полулегендарный судья, мудрец и поэт Доисламской Аравии.
Аксам ибн Сайфи был выходцем из рода усайид арабского племени тамим. Получил прозвище «судья арабов» (араб. قاضي العرب‎, кади аль-араб). Его причисляли у числу т. н. му‘аммарун — долгожителей и утверждали, что он прожил 130, 190, 200 или 330 лет. Ранние источники не называют дату его смерти, более поздние авторы указывали, что он умер около 8 года хиджры, то есть в 630 году. Утверждают, что он и его соплеменники, услышав о появлении религии ислам, отправились в Медину к пророку Мухаммеду, но Аксам ибн Сайфи скончался по пути. Некоторые авторы (например, Абу Хайян аль-Гарнати и Абу-ль-Фарадж ибн аль-Джаузи) называют это событие связанным с аятом из Корана: «Если же кто-либо покидает свой дом, переселяясь к Аллаху и Его Посланнику, после чего его настигает смерть, то его награда ложится на Аллаха» (ан-Ниса 4:100). Ибн Абд аль-Барр и Ибн Хиббан не поддержали мнение о том, что Аксам принял ислам и не причисляли его к числу мусульман и сподвижников Мухаммеда, ссылаясь на отсутствие прямых свидетельств этого.
Арабский поэт Хайса Байса, живший в XII веке, утверждал, что является потомком Аксама ибн Сайфи.